# 黄久生
黄久生（1965年8月—），河南潢川人，汉族，中国共产党党员。中华人民共和国政治人物、第十三届全国人民代表大会河南省代表。

## 生平
2018年，黄久生被选为河南省出席第十三届全国人民代表大会代表。
黄久生任潢川县驻郑州党工委书记。因在脱贫攻坚战中作出突出贡献，2021年2月25日全国脱贫攻坚总结表彰大会上，黄久生被授予“全国脱贫攻坚先进个人”。